# Jardín botánico de Cobeña
El jardín botánico de Cobeña, es un jardín botánico especializado en la Flora mediterránea, en Cobeña, administrado conjuntamente por Ayuntamiento de Cobeña y la asociación Afanias de discapacitados, con la colaboración de la empresa Boeing. 

## Localización
Jardín botánico de Cobeña calle Los Álamos 28751 Cobeña, Comunidad de Madrid España.
Su horario de visita es de lunes a viernes de 9:00 a 17:00 horas y los sábados, domingos y festivos de 10:00 a 17:00 horas. 
El jardín cuenta con un recorrido indicado y accesible diseñado para acoger la visita de particulares y visitas guiadas de colegios, ayuntamientos o instituciones.

## Historia
El Jardín Botánico de Cobeña se encuentra situado en el municipio de Cobeña. 
El diseño y ejecución del Jardín Botánico ha sido llevado a cabo por profesionales de la jardinería con discapacidad intelectual que pertenecen a la Asociación Afanias, que también se encargan de impartir los módulos de formación de la Escuela Medioambiental.
El jardín botánico fue inaugurado el 17 de junio del 2010 por la presidenta regional Esperanza Aguirre y está dedicado, en exclusiva, a albergar especies representativas y autóctonas de la flora mediterránea. 
El mismo día Esperanza Aguirre inauguró una Escuela Medioambiental. Ambos proyectos han sido puestos en marcha por el Ayuntamiento de Cobeña y la asociación Afanias con la colaboración de la empresa Boeing. 

## Colecciones
Alberga especies vegetales regionales y está dividido en varias zonas temáticas:
- Especies arbóreas que se desarrollan en la zona de terrazas e interfluvios del río Jarama, tal como álamo negro, el chopo, álamo blanco, arce negundo, acacias, olmos, fresnos, moreras y pino.
- Arbustos mediterráneos que se crían en las campiñas onduladas del arroyo de las Quemadas como son tomillos, retamas, zarzales, romero, majuelos, oreganos, etc. que a la vez de crear el efecto paisajístico de la zona cumplen la función de dar cobijo, protección y alimento a la fauna que aquí se encuentra.